# Св. св. Борис и Глеб (Муром)
 Тази статия е за манастира в Борисоглеб.  За други значения вижте Св. св. Борис и Глеб (пояснение).  
„Св. св. Борис и Глеб“ (на руски: Борисоглебский Муромский монастырь) е православен манастир в село Борисоглеб, на 18 km от град Муром, Владимирска област, Русия.
Манастирът е разположен на брега на река Ушна, ляв приток на Ока. Неговото основаване се свързва с името на княз Глеб, сина на киевския княз Владимир I от българската му съпруга. В началото на XI в. Глеб е обявен от баща си за княз на Муром и е такъв до убийството си през 1015 г. Обстоятелствата обаче го принуждават да живее извън град Муром, където местните жители отказват да се покръстят. Вероятно манастирът възниква чак около две столетия след смъртта на княза – през XII – XIII в., когато Глеб и по-големият му брат Борис са вече почитани като светци из цяла Русия. Но едва ли има съмнение, че по времето на младия княз съществува параклис към княжеския дворец, от който в по-късни години се оформя самият манастир.
Първите достоверни сведения за манастира са почерпени от Никоновската и Четвъртата Новгородска летописи, датирани от първата половина на XIV в. В края на XVI и началото на XVII в. той получава много нови земи, което според някои историци се обяснява с роднинските отношения на владетелите на село Борисоглеб с Борис Годунов. През XVII в. на мястото на по-старите дървени църкви са построени три каменни.
През май 1719 г. манастирът тежко пострадва при пожар и Синодът взема решение да го обедини с манастира „Благовещение Богородично“ в Муром, но силното недоволство сред населението на Муром възпрепятства това – до сливане на двата манастира не се стига.
При комунистическата власт манастирът почти напълно е разрушен и едва през 1992 г. е върнат на Руската православна църква като е обединен с манастира „Благовещение Богородично“ в Муром. От 2013 г. е действащ женски манастир.